# Гимназия № 1 (Кирово-Чепецк)
КОГОАУ «Гимназия № 1 города Кирово-Чепецка» — среднее общеобразовательное учреждение в городе Кирово-Чепецке Кировской области. Победитель Всероссийского конкурса «Лучшие школы России» 2005 года под эгидой Министерства образования и науки Российской Федерации.

## История
1 сентября 1967 года была открыта средняя общеобразовательная школа № 9.
26 июня 1990 года решением исполкома Кирово-Чепецкого городского Совета народных депутатов школа № 9 получила статус «Школа-гимназия». 18 июня 1993 года решением администрации города Кирово-Чепецка «Школа-гимназия» переименована в «Кирово-Чепецкую гимназию».
17 октября 2001 года распоряжением гор. администрации Кирово-Чепецкая гимназия стала называться Муниципальное общеобразовательное учреждение «Гимназия № 1 города Кирово-Чепецка Кировской области». С 2010 года гимназия была переведена из муниципального подчинения в областное.

## Образовательный процесс
На протяжении многих лет отбор в первый класс гимназии № 1 проводился на основании тестов и собеседований (большинство детей проходили при этом через подготовительный класс «Школа развития»). После того, как было принято решение о приёме на основе хронологического порядка поступления заявок, оказалось, что на 75 мест в первых классах гимназии претендуют несколько сотен детей, что связано с высоким престижем гимназии в городе.
В гимназии углублённо изучается иностранный язык (английский, немецкий, французский). Первый иностранный язык преподаётся со 2 класса, а в 5 классе все гимназисты изучают латинский язык. В 6 классе все обучающиеся начинают изучать второй иностранный язык. Учащиеся также изучают риторику, интегративный курс «Мировая художественная культура и информационно-коммуникационные технологии», занимаются хореографией и ритмикой. В 10-11 классах — индивидуальный учебный план. Индивидуализация обеспечивается возможностью выбора учащимися вариантов изучения предметов (базовых, углублённых, профильных), форм обучения (очная, заочная, экстернат), тем и направлений творческой, исследовательской и проектной деятельности. Каждый старшеклассник может выбрать и изучать предметы на профильном уровне (в соответствии с лицензией: русский язык, математика, химия, физика, биология, литература, история, обществознание). Формируются также более редкие профили, основанные на индивидуальных предпочтениях учеников; так, в гимназии существует лингвоматематический профиль с дополнительным временем на изучение математики. Всего в образовательном процессе гимназии реализуются по состоянию на 2011 год 146 учебных планов.
В гимназии ведётся большая внеурочная работа, действует около ста кружков и секций различной направленности.
Гимназия участвует в международных программах: «Интеркультура», «FLEX», программы Института имени Гёте, программы ООН. В практике обучения и воспитания широко используются современные педтехнологии: развивающее обучения (концепция Д. Б. Эльконина — В. В. Давыдова), метод проекта, модульная технология, разноуровневая дифференциация, проблемное обучение, информационно-коммуникационные технологии.
Учащиеся гимназии с первого класса ведут «дневник достижений», где фиксируются все их успехи. Представители гимназии неоднократно показывали высокие результаты на предметных олимпиадах всероссийского уровня, один из учеников гимназии в 2004 году был приглашён в Польшу для участия в международном конкурсе «Первый шаг к Нобелевской премии по физике». Гимназия регулярно занимает первое место по городу по количеству медалистов; так, в 2008/9 учебном году среди выпускников гимназии 16 получили золотые медали и 9 — серебряные. С начала нового тысячелетия ежегодно более 90 % выпускников гимназии (в 2008/8 учебном году — 100 %) поступают в высшие учебные заведения.

## Экспериментальная деятельность
- Федеральная экспериментальная площадка по теме «Информационные технологии как средство повышения качества развивающего образования в общеобразовательных учреждениях» (с 2002 года). В рамках эксперимента в гимназии введён новый предмет «Мировая художественная культура с использованием новых информационных технологий»[4][6]
- Ресурсный центр Регионального центра дистанционного образования с 2004 года
- Базовая школа Департамента образования по переходу на федеральный компонент государственного образовательного стандарта начального, общего, основного общего и среднего (полного) общего образования[7]
- Базовая школа Департамента образования по апробации информационных технологий в учебном процессе[8]
- Базовое образовательное учреждение КИПК и ПРО:
  - по теме «Использование иностранных языков как средство создания личностно-ориентированного пространства школы с применением НИТ»[9]
  - по теме «Формирование и развитие учебной деятельности через организацию групповой работы и моделирование на уроке в начальной школе»[10]
  - по теме «Повышение эффективности и качества обучения информатике и информационным технологиям через интеграцию с другими образовательными дисциплинами»[11]

Гимназия представляет научно-исследовательские работы учащихся на всероссийских форумах: Всероссийском конкурсе юношеских исследовательских работ имени В. И. Вернадского, Всероссийской научной конференции молодых исследователей «Шаг в будущее», Всероссийской открытой конференции обучающихся «Юность, наука, культура», Всероссийском открытом конкурсе научно-исследовательских и творческих работ молодёжи «Меня оценят в XXI веке».

## Преподавательский состав
- Директор гимназии — Александр Петрович Ходырев, Почётный работник общего образования, лауреат городской премии им. Я. Ф. Терещенко. Награждён Грамотой Минобразования РФ.
- Заместитель директора по научно-методической работе — кандидат педагогических наук Наталья Вячеславовна Соколова
- Заместитель директора по иностранным языкам — Почётный работник общего образования Наталья Валентиновна Большакова. Награждена Почётной грамотой Министерства Просвещения, дважды стипендиат института имени Гёте (Мюнхен, Германия).

Преподавателями гимназии создано более 20 авторских программ, учебных пособий и методических разработок. Программа курса «Информатика и ИКТ» для 3-4 классов педагогов гимназии Натальи Блохиной и Галины Кобелевой завоевала первое место во Всероссийском конкурсе методических материалов по использованию информационных и коммуникационных технологий в учебном процессе (номинация «Рисуем на компьютере в начальной школе»). Учителя гимназии участвуют в международных программах Фонда Форда и АСПРЯЛ, к ним приезжают педагоги из Великобритании перенимать методики развивающего обучения. В гимназии работали методические лаборатории и школы «Система исследовательской работы учителей гимназии», «Информационные технологии в системе гимназического образования», «Проектирование информационно-развивающей среды гимназии».

## Награды
| Год  | Достижение |
| ---- | --- |
| 2001 | - Переход на структуру научно-методической работы на основании кафедр и отделов. - В гимназии стали издаваться сборники в серии «Педагогический опыт Кирово-Чепецкой гимназии». Их авторы — руководители и педагоги гимназии, а рецензенты — научные сотрудники Вятского педуниверситета. |
| 2002 | - Участником программы обменов с США Freedom Support (FSA), которая представляет учащимся возможность жить в американской семье и учиться в одной из школ США в течение 10 месяцев. - Гимназия является участником российско-германского конкурса «Мультимедиа», в рамках программы «Молодёжь и знание» немецкой фирмы «Siemens» при поддержки немецкого культурного центра им. Гёте (ФРГ) |
| 2003 | - Успешное окончание областной экспериментальной площадки по теме «Разработка и внедрение методик развивающего обучения на уроках средних и старших классах общеобразовательных школ». - Начало новой областной экспериментальной площадки по теме «Информационные технологии как средство повышения качества развивающего образования в общеобразовательных учреждениях». |
| 2004 | - Дипломом «Знак качества» Министерства образования и науки РФ, Государственной Думы, Российской академии образования, Института образовательной политики «Эврика» за многолетние успехи в образовательной деятельности и качественную подготовку выпускников. - Диплом Министерства образования и науки РФ за активное участие во Всероссийском конкурсе «Лучшие школы России — 2004». - Диплом Лауреата департамента образования Кировской области за победу в областном конкурсе «Лучшие школы Кировской области». Номинация «Школа современных образовательных технологий». - Благодарность оргкомитета Первого Всероссийского молодёжного фестиваля «Меня оценят в 21 веке» за высокий уровень творческой активности школьников. - Диплом оргкомитета Фестиваля педагогических идей «Открытый урок» за представление опыта педагогического коллектива на Всероссийском фестивале «Открытый урок». |
| 2005 | - Диплом «Школа года» Министерства образования и науки РФ, Государственной Думы, Российской Академии образования, Института образовательной политики «Эврика» за высокие достижения в учебно-воспитательном процессе в учебном году. - Диплом Министерства образования и науки РФ и Оргкомитета Российского образовательного Форума-2005 за участие в Форуме-2005. - Благодарность оргкомитета Всероссийского конкурса «Лучшие школы России — 2005» за высокие учебные достижения, поиск путей развития школы в новых экономических и социальных условиях и победу на региональном этапе Всероссийского конкурса «Лучшие школы России — 2005». - Сертификат Российского образовательного форума за активное участие в выставке. - Благодарность от имени учредителей Юбилейной ХХ Всероссийской конференции обучающихся «Юность. Наука. Культура» за значительный вклад и восполнение интеллектуального потенциала государства — основу технологической безопасности России. - Диплом оргкомитета Российского Конкурса исследовательских работ и проектов младших школьников за активное участие в конкурсе. - Диплом Всероссийского конкурса «Лучшие школы России — 2005» за победу на Всероссийском конкурсе «Лучшие школы России — 2005». Гимназия также получила главный приз конкурса — «Серебряный колокольчик» и грант на развитие материально-технической базы школы. - Гимназия получила статус кандидата федеральной экспериментальной площадки. |
| 2006 | - Диплом лауреата всероссийских заочных олимпиад «Познание и творчество». - Диплом победителя и почётным кубком за победу во Всероссийском конкурсе инновационных проектов, проходившего в рамках Российского образовательного форума. - Диплом победителя в рамках всероссийского конкурса среди общеобразовательных учреждений, внедряющих инновационные программы приоритетного национального проекта «Образование». - Гимназия получила статус федеральной экспериментальной площадки. |
| 2007 | - Диплом победителя за победу в областном конкурсе инновационных проектов в номинации «Обучение», проходившего в рамках I областного образовательного Форума. - Диплом победителя в рамках всероссийского конкурса среди общеобразовательных учреждений, внедряющих инновационные программы приоритетного национального проекта «Образование». - Благодарность общероссийской детской общественной организации Малая академия наук «Интеллект будущего» - Сертификатом одного из 100 самых активных образовательных учреждений России в рамках Национальной образовательной программы «Интеллектуально-творческий потенциал России». |
| 2008 | - Диплом II степени конкурса инновационных проектов, проходившего в рамках II областного образовательного Форума. - Диплом победителя в рамках всероссийского конкурса среди общеобразовательных учреждений, внедряющих инновационные проекты, национального проекта «Образование». - Благодарность общероссийской детской общественной организацией Малая академия наук «Интеллект будущего», а также сертификатом, подтверждающим, что гимназия является одной из 100 самых активных образовательных учреждений России в рамках Национальной образовательной программы «Интеллектуально — творческий потенциал России». - Грамота РЦДО КИПК и ПРО за проведение научно-практической конференции по итогам экспериментальной работы по теме «Информационные технологии как средство повышения качества развивающего образования в общеобразовательных учреждениях». - Сертификат, подтверждающий, что школа принимает активное участие в деятельности научной школы А. В. Хуторского и Центра дистанционного образования «Эйдос». - Диплом (№ 15-111) победителя в номинации «Лучшая школа» фестиваля творческих и исследовательских работ «Удивительные открытия» |
| 2009 | - Лауреат национальной образовательной программы «Интеллектуально-творческий потенциал России» за результативное участие в российском заочном конкурсе «Познание и творчество», а также благодарность Президиума Общероссийской Малой академии наук «Интеллект будущего». - Диплом III степени конкурса инновационных проектов, проходившего в рамках III областного образовательного Форума. |